# Coude du Danube
Le Coude du Danube ou la Courbe du Danube (en hongrois : Dunakanyar) désigne le lieu où le Danube forme une longue boucle avant de dévier sa trajectoire ouest-est vers une trajectoire nord-sud. Le site se situe en aval d'Esztergom et en amont de Budapest. Les plus grandes localités riveraines sont Nagymaros, Visegrád, Vác et Szentendre. Le fleuve se fraie un passage entre le massif du Börzsöny et le massif de Visegrád.